# КС Каракум — Малай — Багтиярлик
КС Каракум — Малай — Багтиярлик — важливий елемент газотранспортної системи Туркменістану, який забезпечує подачу ресурсу на вихідний пункт трубопроводу Центральна Азія — Китай.
У 1984-му на сході пустелі Каракум почалась розробка розташованих поруч родовищ Учаджи та Сейраб, видачу продукції яких організували до розташованої за понад вісім десятків кілометрів західніше компресорної станції Каракумська (наразі Каракум) на трасі однієї з черг системи Середня Азія — Центр (наразі газопровід Довлетабад — Дер'ялик). З 1986-го також велась розробка гігантського родовища Малай, яке знаходиться за чотири десятки кілометрів на північний схід від Учаджи.
У другій половині 2000-х почалась реалізація мегапроекту Центральна Азія — Китай, більша частина ресурсу для якого мала надходити з лівобережжя Амудар'ї. Для цього в 2012-му завершили спорудження трубопроводу Малай — Багтиярлик довжиною 185 км з діаметром 1420 мм. В межах проекту за допомогою методу спрямованого горизонтального буріння облаштували перехід через Амудар'ю завдовжки 1750 метрів (можливо відзначити, що в тому ж місці десятком років раніше облаштували надземний перехід відгалуження від газопроводу Малай — Сакар — Керкі). В комплексі з трубопроводом спорудили установку осушки газу пропускною здатністю 21,9 млрд м3 на рік.
В 2021 році стала до ладу компресорна станція Малай, розрахована на перекачування 30 млрд м3 на рік та обладнана 6 газоперекачувальними агрегатами із турбінним приводом виробництва Dresser Rand/General Electric. Потужність кожного агрегату становить 32 МВт, при цьому вони згруповані у два однотипні цеха. Один з цехів має працювати з продукцією родовищ групи Малай, тоді як інший перекачує ресурс, отриманий по реверсованій ділянці КС Каракум — Малай (що, зокрема, надає доступ до продукції унікальних родовищ Галкиниш та Довлетабад).